# Dichonia mioleuca
Dichonia mioleuca är en fjärilsart som beskrevs av Jacob Hübner 1827. Dichonia mioleuca ingår i släktet Dichonia och familjen nattflyn. Inga underarter finns listade i Catalogue of Life.